# Gyrinichthys minytremus
Gyrinichthys minytremus és una espècie de peix pertanyent a la família dels lipàrids i l'única del gènere Gyrinichthys.

## Hàbitat
És un peix marí i batidemersal que viu fins als 640 m de fondària.

## Distribució geogràfica
Es troba al Pacífic nord-oriental: el nord de l'illa d'Unalaska (Alaska).

## Observacions
És inofensiu per als humans.